# Maartje Goderie
Maartje Goderie ('s-Hertogenbosch, 5 april 1984) is een Nederlands hockeyster.
Goderie begon haar hockeycarrière bij de Vlijmense Mixed Hockey Club. In 1994 stapte ze al op jonge leeftijd over naar Hockeyclub 's-Hertogenbosch. Het spel van Goderie wordt gekenmerkt door loopsnelheid en techniek. Met deze kwaliteiten wordt ze bij Hockeyclub 's-Hertogenbosch en in Oranje als flankaanvaller en middenvelder ingezet.
Op 22 augustus 2008 maakte Goderie met een backhandslag de tweede treffer voor de nationale vrouwenploeg in de met 2-0 gewonnen hockeyfinale van de Olympische Spelen, tegen China. Op 13 november 2012 werd bekend dat Goderie stopte als International. In april 2013 werd ze uitgeroepen tot Nijmeegs sporter van het jaar 2012.
Goderie behaalde in 2013 haar Master-diploma ontwikkelingspsychologie aan de Radboud Universiteit Nijmegen.

## Erelijst
Goderie won met Hockeyclub 's-Hertogenbosch in de periode 2000-2008 acht landstitels en achtmaal de Europa Cup I.
- Champions Trophy 2004 te Rosario (Arg)
- EK hockey 2005 te Dublin (Ier)
- Champions Trophy 2005 te Canberra (Aus)
- WK hockey 2006 te Madrid (Spa)
- Champions Trophy 2007 te Quilmes (Arg)
- Olympische Spelen 2008 te Peking (Chn)
- Champions Trophy 2009 te Sydney (Aus)
- EK hockey 2009 te Amstelveen (Ned)
- WK hockey 2010 te Rosario (Arg)
- Olympische Spelen 2012 te Londen (Eng)

## Onderscheidingen
- 2005 – FIH Junior Player of the World

Marilyn Agliotti · 
Naomi van As · 
Minke Booij · 
Wieke Dijkstra · 
Miek van Geenhuizen · 
Maartje Goderie · 
Eva de Goede · 
Ellen Hoog · 
Fatima Moreira de Melo · 
Eefke Mulder · 
Maartje Paumen · 
Sophie Polkamp · 
Lisanne de Roever · 
Janneke Schopman · 
Minke Smabers · 
Lidewij Welten ·
Coach: Marc Lammers
Marilyn Agliotti · 
Naomi van As · 
Merel de Blaey · 
Carlien Dirkse van den Heuvel · 
Margot van Geffen · 
Maartje Goderie · 
Eva de Goede · 
Ellen Hoog · 
Kelly Jonker · 
Kim Lammers · 
Caia van Maasakker · 
Kitty van Male · 
Maartje Paumen · 
Sophie Polkamp · 
Joyce Sombroek · 
Lidewij Welten ·
Coach: Max Caldas